# 广东省铁路建设投资集团
广东省铁路建设投资集团有限公司（简称广东省铁投集团、广东铁投集团或广东铁投）是广东省人民政府为投资、经营广东省内的铁路、城际及其他轨道交通而设立的国有独资企业，2005年6月29日在广州正式挂牌成立。2019年，广东省铁投集团与广东省基金管理公司改革重组，原恒健控股持有的广东省基金管理公司60%股权无偿划转至广东省铁投集团。

## 机构设置

### 职能机构
- 董事会办公室（合资办）
- 办公室（教管中心、法务风控室）
- 规划发展部
- 建设管理部
- 运营管理部
- 资源开发部
- 财务资金部（财务结算中心）
- 合同造价部
- 安全管理部
- 党群工作部
- 纪委监察室
- 审计工作部
- 人力资源部

### 全资、控股公司
- 广东地方铁路有限责任公司
- 广东广汕铁路有限责任公司
- 广东广湛铁路有限责任公司
- 广东广珠城际轨道交通有限责任公司
- 广东珠肇铁路有限责任公司
- 广东梅龙铁路有限公司
- 广东梅汕客运专线有限责任公司
- 广东省铁投置业发展有限公司
- 广东省基础设施投资基金管理有限责任公司
- 广东省铁路发展基金有限责任公司
- 广东粤东城际铁路有限公司
- 广东省城际轨道交通运营有限公司

### 参股公司
- 广东揭惠铁路有限责任公司
- 广东铁路有限公司
- 中车广东轨道交通车辆有限公司
- 广东深茂铁路有限责任公司
- 茂湛铁路有限责任公司
- 厦深铁路广东有限公司
- 赣深铁路（广东）有限公司
- 广州东北货车外绕线铁路有限责任公司
- 广州南沙港铁路有限责任公司
- 广珠铁路有限责任公司
- 茂名博贺港铁路有限责任公司
- 海南铁路有限公司
- 南广铁路有限责任公司
- 贵广铁路有限责任公司
- 广州地铁设计研究院股份有限公司
- 广东省铁路规划设计研究院有限公司
- 广东粤铁科技有限公司